# Batallón Verde
El Batallón Verde (en árabe: الكتيبة الخضراء, al-Katiba al-Khadra) fue un grupo yihadista que estuvo activo durante la Guerra Civil Siria. Fundado en 2013 por sauditas veteranos de la Guerra de Irak y la Guerra de Afganistán, el grupo ha combatido junto con Jabhat Fateh al-Sham y el Estado Islámico de Irak y el Levante (ISIS) contra las fuerzas del régimen sirio, mientras permaneció como grupo neutral e independiente en disputas con ISIS y otros grupos rebeldes. El 25 de julio de 2014, el grupo anunció que sería parte de Jabhat Ansar al-Din. A mediados de octubre de 2014, Batallón Verde anunció su fidelidad hacia Jaish al-Muyahidín wal-Ansar.